# Asclepias uncialis
Asclepias uncialis är en oleanderväxtart som beskrevs av Edward Lee Greene. Asclepias uncialis ingår i släktet sidenörter, och familjen oleanderväxter.

## Underarter
Arten delas in i följande underarter:
- A. u. ruthiae
- A. u. uncialis